# Lupe Gigliotti
Lupe Gigliotti, nome artístico de Maria Lupicínia Viana Paula Gigliotti (Maranguape, 1º de julho de 1926  — Rio de Janeiro, 19 de dezembro de 2010) foi uma atriz e diretora teatral brasileira.
Formada em Direito em 1959, e em 1967 formada na escola de Teatro Tablado a convite de Escritora e Diretora Maria Clara Machado. Lupe começou a atuar no teatro, na televisão e no cinema na década de 1970. Foram 17 papéis no teatro e 19 em novelas e seriados. No cinema, ela atuou em onze filmes.
Irmã do ator e humorista Chico Anysio e de Zelito Viana, era mãe da atriz e diretora Cininha de Paula, tia dos atores Nizo Neto, Bruno Mazzeo, Lug de Paula e Marcos Palmeira e avó da atriz Maria Maya.
Morreu em 19 de dezembro de 2010, em sua casa, no bairro de Copacabana, aos 84 anos de idade, na cidade do Rio de Janeiro, em consequência de um câncer de pulmão. Seu corpo foi sepultado no Cemitério São João Batista.

## Carreira

### Na televisão
| Ano       | Título                          | Papel                                  | Nota                               |
| --------- | ------------------------------- | -------------------------------------- | ---------------------------------- |
| 1970      | A Gordinha                      | Sara                                   |                                    |
| 1972      | A Patota                        | Bernardina                             |                                    |
| 1975      | Bravo!                          | Dalva                                  |                                    |
| 1980      | Plantão de Polícia              | —                                      | Episódio: "Caixa de Surpresas"     |
| 1981      | Ciranda de Pedra                | Mariana                                |                                    |
| 1982      | Elas por Elas                   | Vilma                                  |                                    |
| 1983      | Caso Verdade                    | Ernestina                              | Episódio: "Olinda Vem Cantar"      |
| 1984      | Caso Verdade                    | Mãe de Djalma                          | Episódio: "Meu Caso"               |
| 1985      | Um Sonho a Mais                 | Olívia Krauss                          |                                    |
| 1986      | Hipertensão                     | Odete                                  |                                    |
| 1987      | Mandala                         | Dona Severina                          |                                    |
| 1990-1995 | Escolinha do Professor Raimundo | D. Escolástica                         |                                    |
| 1990      | Delegacia de Mulheres           | Marta                                  | Episódio: "Marcados pelo Ódio"     |
| 1995      | Cara e Coroa                    | Simoninha                              |                                    |
| 1995      | História de Amor                | Cartomante                             | Participação Especial              |
| 1997      | O Amor Está no Ar               | Dona Tosca                             |                                    |
| 1998      | Mulher                          | Lúcia Nolasco                          | Episódio:"Casa de Ferreiro"        |
| 1999      | Suave Veneno                    | Josephina                              |                                    |
| 2000      | Uga Uga                         | Ana                                    |                                    |
| 2000      | Você Decide                     | Dalila                                 | Episódio:"Matriz e Filial"         |
| 2000-2003 | Zorra Total                     | Vários Personagens                     |                                    |
| 2002      | Sítio do Picapau Amarelo        | Bruxa Velha                            | Episódio: "A Convenção das Bruxas" |
| 2003      | Sítio do Picapau Amarelo        | Senhora que dá carona para o Bacamarte |                                    |
| 2004      | A Diarista                      | Lucy                                   | Episódio: " O Dia da Criança"      |
| 2004–2005 | Sítio do Picapau Amarelo        | Dona Joaninha Pão-Doce                 | Temporada 4-5                      |
| 2006      | Cobras & Lagartos               | Luiza                                  |                                    |
| 2007      | Sete Pecados                    | Nair                                   |                                    |
| 2008      | Xuxa e as Noviças               | Madre Ensaiadora                       |                                    |
| 2009      | Zorra Total                     | Dona Nica                              |                                    |
| 2009      | Cama de Gato                    | Áurea                                  |                                    |

### No cinema
| Ano  | Título                    | Personagem        |
| ---- | ------------------------- | ----------------- |
| 1973 | Os Condenados             | Rosaura           |
| 1976 | Perdida                   | Dona Biênia       |
| 1983 | O Cangaceiro Trapalhão    | Mulher do juiz    |
| 1984 | Blame It on Rio           | Sra. Botega       |
| 1998 | Um Laço para a Eternidade | —                 |
| 2000 | Zoando na TV              | Nicota            |
| 2003 | Os Normais                | Mãe de Sérgio     |
| 2008 | A Guerra dos Rocha        | Dona Anita        |
| 2009 | Bela Noite para Voar      | Assistente Social |
| 2009 | Divã                      | Dona Eulália      |